# Danh sách xã thuộc tỉnh Sơn La
Tính đến ngày 1 tháng 2 năm 2025, tỉnh Sơn La có 200 đơn vị hành chính cấp xã, trong đó có 177 xã.
Dưới đây là danh các xã thuộc tỉnh Sơn La hiện nay.
| Xã              | Trực thuộc       | Diện tích (km²) | Dân số (người) | Mật độ dân số (người/km²) | Thành lập |
| --------------- | ---------------- | --------------- | -------------- | ------------------------- | --------- |
| Bản Lầm         | Huyện Thuận Châu |                 |                |                           |           |
| Bắc Phong       | Huyện Phù Yên    |                 |                |                           |           |
| Bó Mười         | Huyện Thuận Châu |                 |                |                           |           |
| Bó Sinh         | Huyện Sông Mã    |                 |                |                           |           |
| Bon Phặng       | Huyện Thuận Châu |                 |                |                           |           |
| Cà Nàng         | Huyện Quỳnh Nhai |                 |                |                           |           |
| Chiềng Ân       | Huyện Mường La   |                 |                |                           |           |
| Chiềng Ban      | Huyện Mai Sơn    |                 |                |                           |           |
| Chiềng Bằng     | Huyện Quỳnh Nhai |                 |                |                           |           |
| Chiềng Bôm      | Huyện Thuận Châu |                 |                |                           |           |
| Chiềng Cang     | Huyện Sông Mã    |                 |                |                           |           |
| Chiềng Chăn     | Huyện Mai Sơn    |                 |                |                           |           |
| Chiềng Chung    | Huyện Mai Sơn    |                 |                |                           |           |
| Chiềng Chung    | Thị xã Mộc Châu  |                 |                |                           |           |
| Chiềng Cọ       | Thành phố Sơn La | 39,89           |                |                           |           |
| Chiềng Công     | Huyện Mường La   |                 |                |                           |           |
| Chiềng Dong     | Huyện Mai Sơn    |                 |                |                           |           |
| Chiềng Đen      | Thành phố Sơn La | 67,41           |                |                           |           |
| Chiềng Đông     | Huyện Yên Châu   |                 |                |                           |           |
| Chiềng En       | Huyện Sông Mã    |                 |                |                           |           |
| Chiềng Hắc      | Thị xã Mộc Châu  |                 |                |                           |           |
| Chiềng Hặc      | Huyện Yên Châu   |                 |                |                           |           |
| Chiềng Hoa      | Huyện Mường La   |                 |                |                           |           |
| Chiềng Khay     | Huyện Quỳnh Nhai |                 |                |                           |           |
| Chiềng Kheo     | Huyện Mai Sơn    |                 |                |                           |           |
| Chiềng Khoa     | Huyện Vân Hồ     |                 |                |                           |           |
| Chiềng Khoang   | Huyện Quỳnh Nhai |                 |                |                           |           |
| Chiềng Khoi     | Huyện Yên Châu   |                 |                |                           |           |
| Chiềng Khoong   | Huyện Sông Mã    |                 |                |                           |           |
| Chiềng Khừa     | Thị xã Mộc Châu  |                 |                |                           |           |
| Chiềng Khương   | Huyện Sông Mã    |                 |                |                           |           |
| Chiềng La       | Huyện Thuận Châu |                 |                |                           |           |
| Chiềng Lao      | Huyện Mường La   |                 |                |                           |           |
| Chiềng Lương    | Huyện Mai Sơn    |                 |                |                           |           |
| Chiềng Mai      | Huyện Mai Sơn    |                 |                |                           |           |
| Chiềng Mung     | Huyện Mai Sơn    |                 |                |                           |           |
| Chiềng Muôn     | Huyện Mường La   |                 |                |                           |           |
| Chiềng Ngàm     | Huyện Thuận Châu |                 |                |                           |           |
| Chiềng Ngần     | Thành phố Sơn La | 45,33           |                |                           |           |
| Chiềng Nơi      | Huyện Mai Sơn    |                 |                |                           |           |
| Chiềng On       | Huyện Yên Châu   |                 |                |                           |           |
| Chiềng Ơn       | Huyện Quỳnh Nhai |                 |                |                           |           |
| Chiềng Pằn      | Huyện Yên Châu   |                 |                |                           |           |
| Chiềng Pấc      | Huyện Thuận Châu |                 |                |                           |           |
| Chiềng Pha      | Huyện Thuận Châu |                 |                |                           |           |
| Chiềng Phung    | Huyện Sông Mã    |                 |                |                           |           |
| Chiềng Sại      | Huyện Bắc Yên    |                 |                |                           |           |
| Chiềng San      | Huyện Mường La   |                 |                |                           |           |
| Chiềng Sàng     | Huyện Yên Châu   |                 |                |                           |           |
| Chiềng Sơ       | Huyện Sông Mã    |                 |                |                           |           |
| Chiềng Sơn      | Thị xã Mộc Châu  |                 |                |                           |           |
| Chiềng Sung     | Huyện Mai Sơn    |                 |                |                           |           |
| Chiềng Tương    | Huyện Yên Châu   |                 |                |                           |           |
| Chiềng Ve       | Huyện Mai Sơn    |                 |                |                           |           |
| Chiềng Xôm      | Thành phố Sơn La | 61,67           |                |                           |           |
| Chiềng Xuân     | Huyện Vân Hồ     |                 |                |                           |           |
| Chiềng Yên      | Huyện Vân Hồ     |                 |                |                           |           |
| Chim Vàn        | Huyện Bắc Yên    |                 |                |                           |           |
| Co Mạ           | Huyện Thuận Châu |                 |                |                           |           |
| Cò Nòi          | Huyện Mai Sơn    |                 |                |                           |           |
| Co Tòng         | Huyện Thuận Châu |                 |                |                           |           |
| Dồm Cang        | Huyện Sốp Cộp    |                 |                |                           |           |
| Đá Đỏ           | Huyện Phù Yên    |                 |                |                           |           |
| Đoàn Kết        | Thị xã Mộc Châu  |                 |                |                           |           |
| Đông Sang       | Huyện Mộc Châu   |                 |                |                           |           |
| Đứa Mòn         | Huyện Sông Mã    |                 |                |                           |           |
| É Tòng          | Huyện Thuận Châu |                 |                |                           |           |
| Gia Phù         | Huyện Phù Yên    |                 |                |                           |           |
| Hang Chú        | Huyện Bắc Yên    |                 |                |                           |           |
| Háng Đồng       | Huyện Bắc Yên    |                 |                |                           |           |
| Hát Lót         | Huyện Mai Sơn    |                 |                |                           |           |
| Hồng Ngài       | Huyện Bắc Yên    |                 |                |                           |           |
| Hua La          | Thành phố Sơn La | 41,88           |                |                           |           |
| Hua Nhàn        | Huyện Bắc Yên    |                 |                |                           |           |
| Hua Trai        | Huyện Mường La   |                 |                |                           |           |
| Huổi Một        | Huyện Sông Mã    |                 |                |                           |           |
| Huy Hạ          | Huyện Phù Yên    |                 |                |                           |           |
| Huy Tân         | Huyện Phù Yên    |                 |                |                           |           |
| Huy Thượng      | Huyện Phù Yên    |                 |                |                           |           |
| Huy Tường       | Huyện Phù Yên    |                 |                |                           |           |
| Kim Bon         | Huyện Phù Yên    |                 |                |                           |           |
| Làng Chếu       | Huyện Bắc Yên    |                 |                |                           |           |
| Liên Hòa        | Huyện Vân Hồ     |                 |                |                           |           |
| Liệp Tè         | Huyện Thuận Châu |                 |                |                           |           |
| Long Hẹ         | Huyện Thuận Châu |                 |                |                           |           |
| Lóng Luông      | Huyện Vân Hồ     |                 |                |                           |           |
| Lóng Phiêng     | Huyện Yên Châu   |                 |                |                           |           |
| Lóng Sập        | Thị xã Mộc Châu  |                 |                |                           |           |
| Muổi Nọi        | Huyện Thuận Châu |                 |                |                           |           |
| Mường Bám       | Huyện Thuận Châu |                 |                |                           |           |
| Mường Bang      | Huyện Phù Yên    |                 |                |                           |           |
| Mường Bằng      | Huyện Mai Sơn    |                 |                |                           |           |
| Mường Bon       | Huyện Mai Sơn    |                 |                |                           |           |
| Mường Bú        | Huyện Mường La   |                 |                |                           |           |
| Mường Cai       | Huyện Sông Mã    |                 |                |                           |           |
| Mường Chanh     | Huyện Mai Sơn    |                 |                |                           |           |
| Mường Chiên     | Huyện Quỳnh Nhai |                 |                |                           |           |
| Mường Chùm      | Huyện Mường La   |                 |                |                           |           |
| Mường Cơi       | Huyện Phù Yên    |                 |                |                           |           |
| Mường Do        | Huyện Phù Yên    |                 |                |                           |           |
| Mường É         | Huyện Thuận Châu |                 |                |                           |           |
| Mường Giôn      | Huyện Quỳnh Nhai |                 |                |                           |           |
| Mường Hung      | Huyện Sông Mã    |                 |                |                           |           |
| Mường Khiêng    | Huyện Thuận Châu |                 |                |                           |           |
| Mường Khoa      | Huyện Bắc Yên    |                 |                |                           |           |
| Mường Lạn       | Huyện Sốp Cộp    |                 |                |                           |           |
| Mường Lang      | Huyện Phù Yên    |                 |                |                           |           |
| Mường Lầm       | Huyện Sông Mã    |                 |                |                           |           |
| Mường Lèo       | Huyện Sốp Cộp    |                 |                |                           |           |
| Mường Lựm       | Huyện Yên Châu   |                 |                |                           |           |
| Mường Men       | Huyện Vân Hồ     |                 |                |                           |           |
| Mường Sai       | Huyện Sông Mã    |                 |                |                           |           |
| Mường Sại       | Huyện Quỳnh Nhai |                 |                |                           |           |
| Mường Sang      | Huyện Mộc Châu   |                 |                |                           |           |
| Mường Tè        | Huyện Vân Hồ     |                 |                |                           |           |
| Mường Thải      | Huyện Phù Yên    |                 |                |                           |           |
| Mường Trai      | Huyện Mường La   |                 |                |                           |           |
| Mường Và        | Huyện Sốp Cộp    |                 |                |                           |           |
| Nà Bó           | Huyện Mai Sơn    |                 |                |                           |           |
| Nà Nghịu        | Huyện Sông Mã    |                 |                |                           |           |
| Nà Ớt           | Huyện Mai Sơn    |                 |                |                           |           |
| Nam Phong       | Huyện Phù Yên    |                 |                |                           |           |
| Nặm Ét          | Huyện Quỳnh Nhai |                 |                |                           |           |
| Nậm Giôn        | Huyện Mường La   |                 |                |                           |           |
| Nậm Lạnh        | Huyện Sốp Cộp    |                 |                |                           |           |
| Nậm Lầu         | Huyện Thuận Châu |                 |                |                           |           |
| Nậm Mằn         | Huyện Sông Mã    |                 |                |                           |           |
| Nậm Păm         | Huyện Mường La   |                 |                |                           |           |
| Nậm Ty          | Huyện Sông Mã    |                 |                |                           |           |
| Ngọc Chiến      | Huyện Mường La   |                 |                |                           |           |
| Nong Lay        | Huyện Thuận Châu |                 |                |                           |           |
| Pá Lông         | Huyện Thuận Châu |                 |                |                           |           |
| Pá Ma Pha Khinh | Huyện Quỳnh Nhai |                 |                |                           |           |
| Pắc Ngà         | Huyện Bắc Yên    |                 |                |                           |           |
| Phiêng Ban      | Huyện Bắc Yên    |                 |                |                           |           |
| Phiêng Cằm      | Huyện Mai Sơn    |                 |                |                           |           |
| Phiêng Côn      | Huyện Bắc Yên    |                 |                |                           |           |
| Phiêng Khoài    | Huyện Yên Châu   |                 |                |                           |           |
| Phiêng Pằn      | Huyện Mai Sơn    |                 |                |                           |           |
| Phổng Lái       | Huyện Thuận Châu |                 |                |                           |           |
| Phổng Lập       | Huyện Thuận Châu |                 |                |                           |           |
| Phổng Ly        | Huyện Thuận Châu |                 |                |                           |           |
| Pi Toong        | Huyện Mường La   |                 |                |                           |           |
| Pú Bẩu          | Huyện Sông Mã    |                 |                |                           |           |
| Púng Bánh       | Huyện Sốp Cộp    |                 |                |                           |           |
| Púng Tra        | Huyện Thuận Châu |                 |                |                           |           |
| Quang Minh      | Huyện Vân Hồ     |                 |                |                           |           |
| Sam Kha         | Huyện Sốp Cộp    |                 |                |                           |           |
| Sặp Vạt         | Huyện Yên Châu   |                 |                |                           |           |
| Sập Xa          | Huyện Phù Yên    |                 |                |                           |           |
| Song Khủa       | Huyện Vân Hồ     |                 |                |                           |           |
| Song Pe         | Huyện Bắc Yên    |                 |                |                           |           |
| Sốp Cộp         | Huyện Sốp Cộp    |                 |                |                           |           |
| Suối Bàng       | Huyện Vân Hồ     |                 |                |                           |           |
| Suối Bau        | Huyện Phù Yên    |                 |                |                           |           |
| Suối Tọ         | Huyện Phù Yên    |                 |                |                           |           |
| Tạ Bú           | Huyện Mường La   |                 |                |                           |           |
| Tà Hộc          | Huyện Mai Sơn    |                 |                |                           |           |
| Tạ Khoa         | Huyện Bắc Yên    |                 |                |                           |           |
| Tà Xùa          | Huyện Bắc Yên    |                 |                |                           |           |
| Tân Lang        | Huyện Phù Yên    |                 |                |                           |           |
| Tân Phong       | Huyện Phù Yên    |                 |                |                           |           |
| Tân Xuân        | Huyện Vân Hồ     |                 |                |                           |           |
| Tân Yên         | Thị xã Mộc Châu  |                 |                |                           |           |
| Thôm Mòn        | Huyện Thuận Châu |                 |                |                           |           |
| Tô Múa          | Huyện Vân Hồ     |                 |                |                           |           |
| Tông Cọ         | Huyện Thuận Châu |                 |                |                           |           |
| Tông Lạnh       | Huyện Thuận Châu |                 |                |                           |           |
| Tú Nang         | Huyện Yên Châu   |                 |                |                           |           |
| Tường Hạ        | Huyện Phù Yên    |                 |                |                           |           |
| Tường Phong     | Huyện Phù Yên    |                 |                |                           |           |
| Tường Phù       | Huyện Phù Yên    |                 |                |                           |           |
| Tường Thượng    | Huyện Phù Yên    |                 |                |                           |           |
| Tường Tiến      | Huyện Phù Yên    |                 |                |                           |           |
| Vân Hồ          | Huyện Vân Hồ     |                 |                |                           |           |
| Xím Vàng        | Huyện Bắc Yên    |                 |                |                           |           |
| Xuân Nha        | Huyện Vân Hồ     |                 |                |                           |           |
| Yên Hưng        | Huyện Sông Mã    |                 |                |                           |           |
| Yên Sơn         | Huyện Yên Châu   |                 |                |                           |           |